# Micrurus putumayensis
Micrurus putumayensis là một loài rắn trong họ Rắn hổ. Loài này được Lancini mô tả khoa học đầu tiên năm 1962.